# Tour CMA CGM
De Tour CMA CGM is een wolkenkrabber in het centrum van en aan de kustlijn van Marseille, het ligt aan de Quais d’Arenc in de wijk Arenc. Het bouwwerk is de hoofdzetel van CMA CGM en een van de blikvangers van het stadsvernieuwingsproject Euroméditerranée. De 147 meter hoge wolkenkrabber werd ontworpen door Zaha Hadid wat haar eerste ontwerp van een wolkenkrabber was.
Hadid werd door CMA CGM aangesteld in 2004. De bouw liep van 2006 tot 2011 en werd ingehuldigd in september 2011.
Het kantoorgebouw werd in 2011 het hoofdkantoor van de grote Franse rederij CMA CGM en bracht de 2.700 werknemers die verspreid waren over zeven gebouwen in Marseille samen in een bedrijfszetel. De wolkenkrabber heeft 33 verdiepingen en wordt ontsloten door 13 liften.
De toren is bereikbaar met de tram van Marseille.

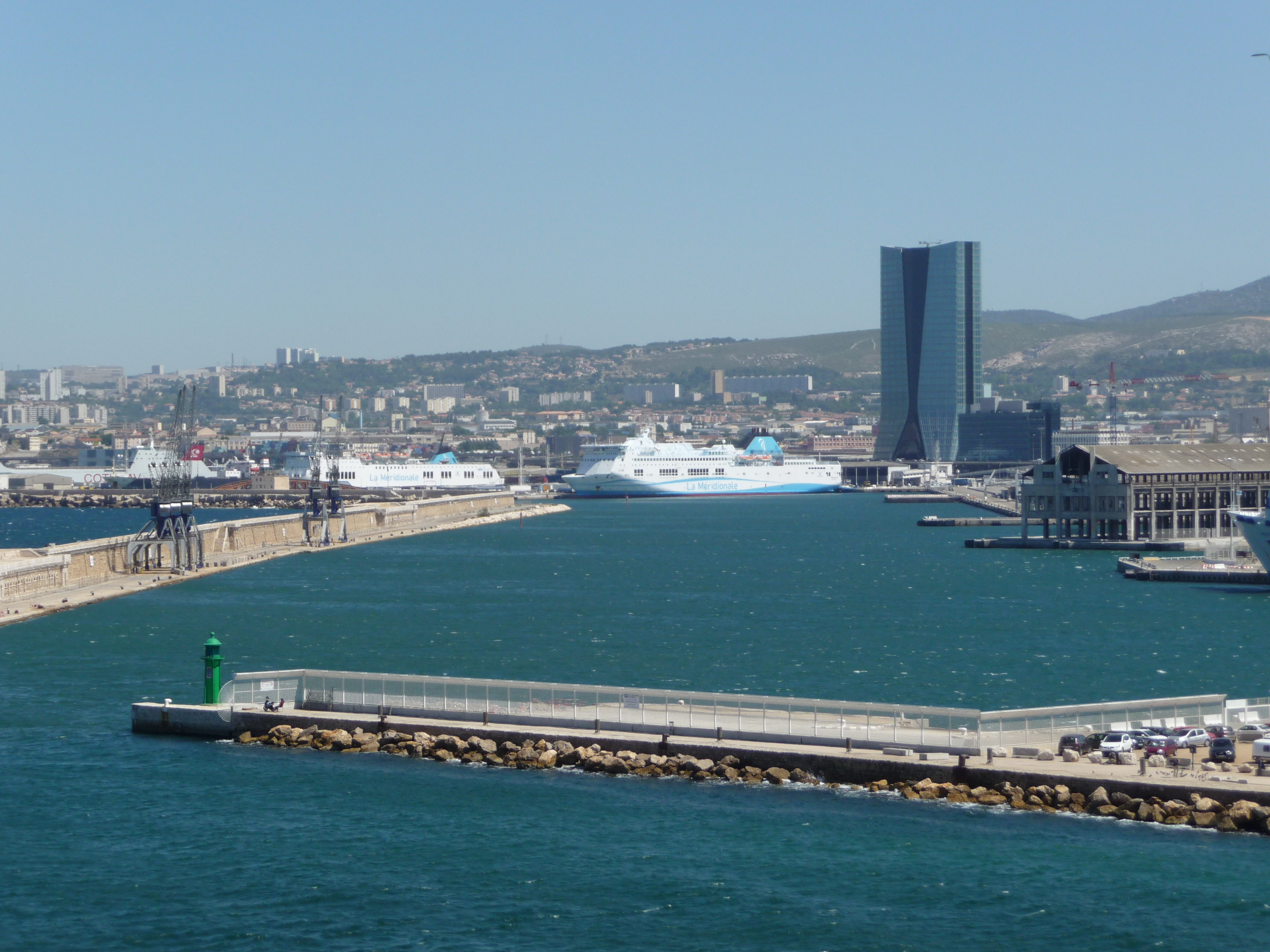